# Charles William Goyen
Charles William Goyen (Trinity, 24 aprile 1915 – Houston, 30 agosto 1983) è stato uno scrittore, curatore editoriale e insegnante statunitense.
In giovane età si trasferì dalla città natale a Houston, dove divenne insegnante all'Università di Houston, e durante la seconda guerra mondiale prestò servizio nell'U.S. Navy. Morì di leucemia nel 1983. Era marito dell'attrice Doris Roberts.

## Opere
- The House of Breath (1950)
  - La casa in un soffio, Torino, Einaudi, 1963 traduzione di Ida Omboni
  - La casa del respiro, Roma-Napoli, Theoria, traduzione di Ida Omboni 1994 ISBN 88-241-0398-7.
- Il fantasma e la carne (Ghost and Flesh, 1952), Roma-Napoli, Theoria, 1991 traduzione di Ottavio Fatica ISBN 88-241-0247-6.
- In a Farther Country (1955)
- The Fair Sister (1963)
- Come the Restorer (1974)
- Se avessi cento bocche (Collected Stories) (1975), Roma-Napoli, Theoria, 1990 traduzione di Ottavio Fatica ISBN 88-241-0179-8.
- Wonderful Plant (1980)
- Arcadio (1983)